# Canal de Crimea del Nord
El canal de Crimea del Nord és un canal d'Ucraïna, que uneix el riu Dniéper amb la península de Crimea. S'usa per al reg de les terres baixes de la mar Negra i per a proveir d'aigua a Crimea.
La preparació de la construcció va començar l'any 1957 poc després de la transferència de Crimea de 1954. Les obres principals del projecte van tenir lloc entre 1961 i 1971 i es van dividir en tres etapes. La construcció va ser realitzada pels membres del Komsomol, i va comptar amb uns 10.000 treballadors voluntaris.

## Característiques
El canal comença a la ciutat de Tavriysk, d'on surt de l'embassament de Kakhovka alimentat pel riu Dnieper, i s'estén en direcció generalment sud-est, acabant al petit poble de Zelnyi Yar; des d'allà, una canonada porta aigua per proveir la ciutat de Kertx, a l'extrem oriental de la península de Crimea. Set dipòsits d'aigua es troben al llarg del canal principal, que té 402,6 km de longitud. L'aigua flueix per gravetat des de Tavriysk fins a Dzhankoy, on s'eleva mitjançant quatre estacions de bombeig a una alçada de més de 100 m per energitzar el seu flux aigües avall. A Crimea, nombrosos canals més petits es bifurquen del canal principal, com ara el canal d'arròs Razdolne, el canal d'arròs d'Azov, el canal de distribució de Krasnohvardiiske, el canal Uniting i el canal Saky; a través d'aquests, també es subministra aigua a la ciutat de Simferòpol.
La idea de construir el canal va ser plantejada al segle xix, especialment pel botànic rus-finès Christian von Steven. No obstant això, no va ser fins després de la Segona Guerra Mundial quan la decisió va ser finalment adoptada el 21 de setembre de 1950 pel Comitè Central del Partit Comunista de la Unió Soviètica i el Govern de la Unió Soviètica. La decisió va ser construir l'estació hidroelèctrica de Kakhovka, els canals del sud d'Ucraïna i el del nord de Crimea. El 1951, el servei postal soviètic va publicar un segell postal commemoratiu on el canal de Crimea del Nord va ser classificat com un dels grans projectes de construcció del comunisme.

## Història recent
Després de l'annexió russa de Crimea, les autoritats ucraïneses van reduir considerablement el volum d'aigua que fluïa a Crimea a través del canal, citant un enorme deute pendent del subministrament d'aigua de la península. Això va provocar que la collita agrícola de la península, que depèn en gran manera del regadiu, fracassés el 2014.
Les fonts d'aigua de Crimea es connecten al canal de Crimea del Nord per substituir les antigues fonts d'Ucraïna. L'objectiu és restaurar el reg i els subministraments urbans a la península de Kertx i a les comunitats més petites de la costa est de Crimea. El 2014, es va construir un embassament per emmagatzemar l'aigua dels rius de Crimea oriental a prop del poble de Novoivanovka, Nyzhnohirskyi Raion.
Segons les estadístiques oficials russes, la indústria agrícola de Crimea va superar completament les conseqüències del bloqueig del canal de Crimea del Nord i els rendiments dels cultius van créixer per un factor d'1,5 des del 2013 fins al 2016. El ràpid creixement reportat de la producció agrícola a Crimea es deu al fet que, amb l'ajuda de subvencions de l'ordre de 2-3 mil milions de rubles a l'any del pressupost de la Federació Russa, els productors agrícoles de Crimea van poder augmentar la flota de maquinària agrícola.
Aquestes estadístiques oficials contrasten amb els informes d'una reducció massiva de l'àrea de cultiu a Crimea, de 130.000 hectàrees el 2013 a només 14.000 el 2017, i un canal buit i un embassament gairebé sec que va provocar una escassetat d'aigua generalitzada, amb l'aigua només disponible de tres a cinc hores al dia el 2021. Aquest mateix any, el New York Times va citar alts funcionaris nord-americans dient que assegurar el subministrament d'aigua de Crimea podria ser un objectiu d'una possible incursió de Rússia a Ucraïna.
El 24 de febrer de 2022, el primer dia de la invasió russa d'Ucraïna de 2022, les tropes russes que avançaven des de Crimea van establir el control del canal de Crimea del Nord. El President de la República de Crimea, Sergey Aksyonov, va dir a les autoritats locals que preparessin el canal per rebre l'aigua del riu Dnieper i reprendre el subministrament d'aigua, que estava previst per a l'endemà. El 26 de febrer de 2022, una presa de formigó va ser destruïda per una explosió i es va reprendre el subministrament d'aigua.
El 6 de juny de 2023, la destrucció de la presa de Nova Kakhovka va provocar grans inundacions curs avall del riu. La presa estava sota el control de l'exèrcit rus en el moment de l'esfondrament. Les autoritats russes i ucraïneses es van culpar mútuament de la destrucció. La presa subministrava el 85% de l'aigua de Crimea, a través del canal, i com a conseqüència va quedar interromput el subministrament.